# Ameriški nogomet
Amêriški nogomèt je moštvena igra, pri kateri med seboj tekmujeta dve ekipi z vsaka po enajstimi igralci. Člani igralske zasedbe se lahko menjavajo med vsako prekinitvijo.  
Igra je najbolj priljubljena v Združenih državah Amerike, kjer se organizirano igra na treh stopnjah: srednješolski, univerzitetni in poklicni. Na vsaki stopnji so pravila nekoliko drugačna. Nad srednješolskim nogometom bdi Narodna federacija zvez državnih srednjih šol, nad univerzitetnim Narodna univerzitetna športna zveza (NCAA), najvišja stopnja poklicnega ameriškega nogometa pa je liga National Football League. Zunaj ZDA je igra pretežno neznana ali pa se sorazmerno počasi uveljavlja. 
Ameriški nogomet je precej podoben kanadskemu, a se igri med seboj ponekod dodobra razlikujeta. Oba športa sta se razvila iz nogometa in ragbija.

## Pravila in potek igre
Bistvo igre je osvajanje ozemlja v globino nasprotnikovega polja oziroma da imajo tekmovalci ene ekipe v posesti žogo v končni coni nasprotnikovega polja ali da zadenejo njihov gol. To prinaša točke in tista ekipa, ki na koncu zbere več točk, zmaga.
Med igro je dovoljeno žogo brcati naprej (v smeri napada), enkrat podati nazaj ter petkrat podati naprej pod posebnimi pogoji. Sestavni del igre so tudi prekinitve, med katerimi se organizira posamezne napadalne akcije. Pred vsakim začetkom akcije morajo vsi igralci iste ekipe stati za črto, na kateri leži žoga - linija žoge. Ekipa, ki ima v posesti žogo na začetku akcije je v napadu. Na drugi strani linije žoge stojijo vsi nasprotni igralci. Med načrtovane akcije sodijo: podaja naprej, tek z žogo, strel na gol in brca v polje.
Podaja je bolj tvegana in zahteva posebne pogoje, vendar prinaša hitrejše osvajanje ozemlja. Da je podaja naprej veljavna, morajo biti izpolnjeni vsi naslednji pogoji:
- Žoga v posesti kateregakoli igralca napada pred podajo ne sme prečkati črte, na kateri se je akcija začela
- Igralci v napadu, ki igrajo na položajih ob liniji (vezisti), ne smejo prečkati te črte
- Žoga se pred sprejemom ne sme dotakniti tal, v nasprotnem primeru se podaja šteje za nedokončano
- V trenutku, ko je žoga v zraku, obrambni igralec ne sme ovirati lovilca žoge
- Vezisti, ki so v napadu, se žoge med izvajanjem akcije ne smejo dotakniti, razen če to med prekinitvijo napovedo sodnikom

Vsi igralci obrambne ekipe lahko žogo prestrežejo in v tem primeru se vlogi obrambe in napada zamenjata.
Tek z žogo je varnejši način izvede akcije, ker nasprotniki žoge ne morejo prestreči v zraku, vendar pa lahko hitreje zaustavijo igralca, ki nosi žogo.
Postavitev igralcev pred napadom je točno določena. Tik za črto, na kateri leži žoga, mora biti sedem igralcev. Sekundo pred začetkom akcije se ne sme premakniti nihče, razen enega igralca in sicer se lahko premika samo igralec, ki izvaja »gibanje«, vendar samo vzdolž linije žoge. To je posebna oblika napada za povečanje števila napadalcev na določeni strani napada (stran, ki ima večje število igralcev je t. i. močna stran). Napadalci se dogovorijo za znak, ki bo pomenil začetek akcije. Tako skušajo pripraviti obrambo, da nedovoljeno predčasno prečka linijo žoge – obramba namreč lahko prečka linijo žoge šele po pričetku izvajanja napada, to je, v trenutku, ko žoga zapusti tla. V primeru, da je katerikoli igralec s katerimkoli delom telesa preko linije žoge, je to prekršek in ekipo se kaznuje z odvzemom prednosti petih jardov – to pomeni, da se akcija ponovi, ekipi pa se pomakneta 5 jardov naprej oz. nazaj. Napadalna akcija traja do prekinitve, ki se zgodi zaradi osvojenih točk, zaustavitve igralca, prehoda stranske črte igralca z žogo, izgubljene žoge ali nedokončane podaje.
Zaustavljanje igralca, ki ima v posesti žogo, je načeloma dovoljeno na vse načine. Prepovedan je le prijem za čelado ali obrazno masko. Pri vseh ostalih igralcih so prepovedani vsi kontakti od zadaj (v hrbet). Prijemi za čelado in obrazno masko se kaznujejo z odvzemom prednosti 15 jardov. Napadalna ekipa lahko blokira nasprotnike samo z odrivanjem od spredaj ter od strani. Nasprotnikov ne smejo zadrževati s prijemanjem - če to storijo, je napadalna ekipa kaznovana z 10 jardi. Pretirana grobost se dosodi v primeru udarcev z roko v telo, pri brcah in podobnih nešportnih oziroma nevarnih prijemih, ki bi lahko ogrozile zdravje igralcev.
Obrambna ekipa skuša zaustaviti napadalca z žogo čim dlje od svoje končne cone tako, da spravijo igralca z žogo na tla. Pri tem šteje, da je igralec na tleh že, ko se dotakne tal vsaj z enim kolenom. Tudi obrambnim igralcem je prepovedano držati nasprotnika, ki nima v posesti žoge. Prav tako je igralcem obrambe v času, ko je žoga v zraku, prepovedano ovirati igralca, ki se pripravlja na sprejem naprej podane žoge.
Igralec je v posesti žoge, ko jo nadzoruje z vsaj eno roko in je z obema nogama na tleh. V primeru, da igralec v posesti žogo izpusti, se igre ne ustavi. Akcije se prav tako ne prekine v primeru podaje žoge nazaj, ko soigralec žoge ne ujame. Pri vsakem izmed napadov, pri katerem se žoga brca, so prepovedani kontakti igralcev pod pasom, z izjemo igralca z žogo.
Točke je možno osvojiti na različne načine, od katerih vsak prinese različno število točk: s posestjo žoge v nasprotnikovi končni coni – 6 točk, s strelom na gol – 3 točke in z zaustavitvijo napadalca z žogo v napadalčevi končni coni – 2 točki. Strel na gol se lahko izvaja iz kateregakoli mesta v igralnem polju (običajno se brca iz razdalje do 40 jardov pred končno cono). Ekipa, ki je osvojila točke, nadaljuje igro z izvajanjem začetne brce.
Igra se prične tako, da se pred začetkom z žrebom določi stran, v katero se bo pričel napad, in ekipo, ki bo brcala oziroma sprejemala žogo.
Začetek igre se tako začne z začetno brco žoge. Žogo se postavi v stojalo na črto v obrambni polovici in vsi igralci ekipe, ki izvaja začetno brco, se morajo nahajati za linijo, na kateri se le-ta izvaja. Žoga mora po brci preiti vsaj 10 jardov, preden se je lahko dotakne kdorkoli od igralcev obeh ekip. Nasprotna ekipa mora imeti vsaj šest igralcev v razdalji petnajst jardov od črte, na kateri se izvaja brca. Prejemniki ulovijo žogo in se skušajo z njo čim bolj približati nasprotnikovi končni coni. Na mestu, kjer igralca z žogo nasprotniki zaustavijo, se organizira prva napadalna akcija. Posebni primeri nastopijo, če je žoga sprejeta v končni coni in igralec z žogo poklekne, ali pa je žoga preletela celo igrišče. V takem primeru se organizira prva napadalna akcija na črti 20 jardov v obrambni polovici. Če žoga pade čez stransko črto po brci, se napad organizira na višini mesta, kjer je žoga prešla črto.
Po vsaki akciji postavi sodnik žogo med sredinskimi oznakami v polju, v višini mesta, kjer je bila igra prekinjena za organiziranje novih napadalnih akcij.
Napadalna ekipa ima na voljo štiri poizkuse (organizirane napade), v katerih se mora za 10 jardov približati nasprotnikovi končni coni. Če jim to uspe, si pridobijo ponovne štiri poizkuse od mesta, kjer so bili nazadnje zaustavljeni. V nasprotnem primeru dobi žogo v posest nasprotna ekipa. Po navadi se ekipa, ki ima samo še en poizkus, in mora osvojiti daljšo razdaljo, odloči za brco žoge v nasprotnikovo polje, saj mora tako nasprotnik preiti večjo razdaljo do ekipine končne cone. Po takšni brci se igra nadaljuje z mesta, kjer se žoge prvi dotaknejo napadalni igralci, s posestjo nasprotne ekipe, če pa žogo ujamejo obrambni igralci, pa z žogo lahko takoj napredujejo po polju. Igralcev, od katerih eden žogo brca, drugi pa drži, se nasprotniki ne smejo dotakniti. Ob sprejemanju brcnjene žoge, lahko nasprotnik napove t. i. »fair catch« (sl. dovoljeni ujem). To stori tako, da preden žogo ujame, z iztegnjeno roko pomaha nad glavo. V tem primeru se ga igralci nasprotnega moštva ne smejo dotakniti, igra pa se nadaljuje z mesta, kjer je žogo ujel. V primeru, da žoge ne ujame in se ga le-ta dotakne, je žoga »živa«, igra pa se nadaljuje.

## Igralni položaji
Posamezna ekipa v ameriškem nogometu je sestavljena iz več vrst podekip. Sama ekipa je tako sestavljena iz napada, obrambe in dodatne, posebne ekipe. Napad je tako odgovoren za osvajane nasprotnikovega igrišča (nasprotnikovega ozemlja), obramba brani lastno ozemlje. Tako ščiti svoje ozemlje pred nasprotnikovimi napadalci in posebna ekipa, ima več nalog. Sodeluje pri predaji žoge nasprotniku imenovanem punt ali kickoff, vračanju žoge po igrišču in izvajanju golov po doseženih končni coni oziroma touchdownu ali izvajanje strelov med samo igro. Razlika med goloma se prikaže v številu prejetih točk. Če ekipa doseže končno cono in da gol prejme 1 točko, če pa doseže gol med igro pridobjo 3 točke.

### Napad
Napad skrbi za pridobivanje jardov (0.9144 m). Tako je sestavljen iz 6 različnih tipov igralcev, ki se razporedijo po samem igrišču in izvedeje določen napad. Pri samem napadu tako sodeluje enajst igralcev.

#### Podajalec
Podajalec ali quarterback je ena najbolj znanih pozicij v napadu. Ko že ime pove je podajalec glava napada, tako mora imeti zelo dober pregled nad celotno igro. Njegova glavna naloga je podajanje žoge svojim lovilcem, ki jim poda žogo po zraku, ali pa tekačem, da osvojijo igrišče po tleh. Zaradi teh nalog mora biti podajalec zelo močan in imeti natančno roko, da poda čim bolj natančno žogo. Podajalci so osvojili 15 nagrad Associated Press NFL MVP od 2000 do 2018.

#### Lovilec
Lovilčeva prva naloga je opraviti določeno pot imenovano strategija. Če je ne opravi mu podajalec ne mora natančno podati žoge in lahko pride do prestrežene podaje Lovilec mora biti oseba, ki je dovolj hitra, zna loviti žogo, blokirati nasprotnika in se odkriti svojemu podajalcu. 

#### Tekač
Tekač ali running back nam že ime pove, da je zadolžen za nošenje žoge, katero mu preda podajalec neposredno v roke. Njegova naloga je nadaljevati svojo pot in pridobi čim več nasprotnikovega igrišča. Takači morajo biti tako zelo hitri, eksplozivni, močni in dobri lovilci žog, saj lahko zavzamejo položaj lovilca. Kadar ne sodelujejo pri podaji dobijo vlogo dodatnega blokerja in tako branijo svojega podajalca.

#### Tekač bloker
Tekač bloker oziroma full back je igralec katerega naloga je odpirati pot tekačem. To so praviloma močnejši in ne tako hitri tekači. Uporabljajo se predvsem pri doseganju krajših razdalj, saj so izredno močni (med najmočnejšimi v ekipi) in jih je težko podreti oziroma tacklat. Ker so tudi tekači lahko opravljajo vse naloge tekačev.

#### Napadalna linija
Linija oziroma v tem primeru napadalna linija se skupina petih zelo močnih in visokih igralcev. Njihova naloga je zraven te, da varujejo podajalca pred obrambo nasprotne ekipe tudi ta, da omogočijo prehod lastnim tekačem – ustvarijo tako imenovane luknje v obrambi nasprotnika, tako da ima tekač prosto pot, da opravi svojo strategijo. Linijskim igralcem je tako dovoljeno ustavljati nasprotnikovo obrambo ni pa jim dovoljeno loviti žoge.

#### Linijaš in lovilec
Linijaš in lovilec ali tight end je igralec, ki je lahko ali dodatni linijski igralec ali dodatni lovilec žog. Tako lahko opravlja obe nalogi odvisno od igrane strategije. Ti igralci so veliki močni in hitri po navadi so manjši od linijašv in počasnejši od lovilcev

### Obramba
Tako kot napad pridobiva jarde, je obramba tisti del ekipe, ki brani lastno igrišče pred napadom nasprotnika. Sestavlaja jo 4 vrste igralcev, kateri so zelo hitri, močni...

#### Obrambna linija
Obrambno linijo sestavljajo izredno težki, močni in zelo eksplozivni igralci. Njihova glavna naloga je zapreti tako imenovane luknje, ki jih ustvarjajo napadalni linijaši, ovirati in navsezadnje podreti oziroma sack podajalca ali uloviti in podreti tekača.

#### Linijski podporniki
Linijski podporniki ali linebackerji so pomembni del obrambe. To so najbolj atletično izvršeni igralci v ekipi, katerih naloga je prežeti na tekača imenovan run first player, v primeru, da napad izvede podajo pa ima vsak linebacker določeno svoje cono ozemlja katero mora varovati. Ti igralci morajo biti tako izredno močni iz eksplozivni, da se lahko ruvajo z napadalno linijo in prav tako izredno hitri in dokaj veliki, da lahko ujamejo tekača. Veljajo za najboljše podiralce v ekipi.

#### Branilci lovilcev
Branilci lovilcev ali cornerback so igralci, katerih naloga je paziti in pokrivati lovilca. Igralci na teh položajih morajo biti izredno hitri v vse smeri, tako naprej, kot nazaj. Ker je njihova primarna naloga preprečiti podajo njihovo pokrivanje večkrat poteka mož na mož.

#### Varni branilci
Varni branilec oziroma safety so igralci zadnje linijske obrambe. Nahajajo se v zadnji vrsti napada in pred končno cono. So najhitrejši v obrambi in dobri bralci kretenj, saj je njihova naloga razbrati taktiko podajalca in predvidevati pot žoge. Izredno pomembni so tudi pri pokrivanju lastne končne cone in pomagajo pri pokrivanju lovilcev.